# Гарбер (Айова)
Гарбер (англ. Garber) — місто (англ. city) в США, в окрузі Клейтон штату Айова. Населення — 76 осіб (2020).

## Географія
Гарбер розташований за координатами 42°44′40″ пн. ш. 91°15′43″ зх. д. / 42.74444° пн. ш. 91.26194° зх. д. (42.744429, -91.261817).  За даними Бюро перепису населення США в 2010 році місто мало площу 0,60 км², уся площа — суходіл.

## Демографія
Згідно з переписом 2010 року, у місті мешкало 88 осіб у 43 домогосподарствах у складі 23 родин. Густота населення становила 148 осіб/км².  Було 48 помешкань (81/км²).
Расовий склад населення:
| - 100,0 % — білих |

До двох чи більше рас належало 0,0 %. Частка іспаномовних становила 0,0 % від усіх жителів.
За віковим діапазоном населення розподілялося таким чином: 17,0 % — особи молодші 18 років, 67,1 % — особи у віці 18—64 років, 15,9 % — особи у віці 65 років та старші. Медіана віку мешканця становила 43,0 року. На 100 осіб жіночої статі у місті припадало 104,7 чоловіків;  на 100 жінок у віці від 18 років та старших — 108,6 чоловіків також старших 18 років.
Середній дохід на одне домашнє господарство  становив 55 772 долари США (медіана — 55 625), а середній дохід на одну сім'ю — 57 005 доларів (медіана — 58 333). За межею бідності перебувало 9,2 % осіб, у тому числі 5,3 % дітей у віці до 18 років та 0,0 % осіб у віці 65 років та старших.
Цивільне працевлаштоване населення становило 80 осіб. Основні галузі зайнятості: виробництво — 28,8 %, освіта, охорона здоров'я та соціальна допомога — 22,5 %, роздрібна торгівля — 17,5 %, будівництво — 15,0 %.